# NGC 2228
NGC 2228 (другие обозначения — ESO 87-7, FAIR 249, DRCG 50-89, PGC 18862) — линзообразная галактика (SB0) в созвездии Золотой Рыбы. Открыта Джоном Гершелем в 1835 году. В галактике наблюдается рост возраста звёздного населения и снижение металличности при удалении от центра.
Этот объект входит в число перечисленных в оригинальной редакции «Нового общего каталога».